# Balázs Dzsudzsák
Balázs Dzsudzsák (pronuncia ungherese bɒlaːʒ ʤuʤaːk; Nyírlugos, 23 dicembre 1986) è un calciatore ungherese, ala o centrocampista del Debrecen, di cui è capitano.

## Caratteristiche tecniche
Calciatore che può essere schierato come centrocampista esterno in un 4-4-2 o come ala in un 4-3-3, è veloce, imprevedibile e bravo sotto porta, soprattutto col sinistro. Dotato di un'ottima tecnica individuale, che culmina nel dribbling, spesso imprevedibile, riesce frequentemente a superare il proprio diretto avversario, per poi convergere in porta con accurati tiri in diagonale o andare al cross. Aiuta la squadra tornando anche in difesa, nonostante sia un giocatore prettamente offensivo. Bravo anche dal punto di vista tattico, ottimo contropiedista, sa tirare le punizioni.
Nel 2010 è considerato uno degli esterni europei più forti in circolazione, grazie al rendimento costante dimostrato nel triennio al PSV, durante il quale si notano le sue doti: segna 54 volte e fornisce 50 assist in 157 presenze con gli olandesi. Dopo le stagioni al PSV molte testate giornalistiche locali lo definiscono uno dei migliori giocatori della storia ungherese, se non proprio al secondo posto dopo Ferenc Puskas.

## Carriera

### Club

#### Debrecen
Cresciuto nel Debrecen fin dall'età di nove anni, ha esordito in prima squadra a diciassette anni, nel 2004. collezionando nella sua prima stagione due presenze,
Nella sua seconda stagione ha giocato dieci partite e ha segnato due gol. Nelle seguenti due stagioni è diventato un membro permanente della squadra, giocando 36 partite e segnando 12 gol. Vincendo 3 volte il Campionato Ungherese (2005, 2006, e 2007), e 3 volte la Supercoppa ungherese rispettivamente nel 2005, 2006, e il 2007. Restando nel club ungherese fino al 2007, dove colleziona complessivamente 48 presenze e 14 reti.

#### PSV Eindhoven
Successivamente viene notato dall'osservatore Piet de Visser, che lo porta al PSV Eindhoven qualificandolo come "incredibile talento" e facendogli firmare un contratto quinquennale. Nei Paesi Bassi conquista in breve tempo la maglia da titolare, venendo impiegato sulla fascia sinistra, come ala nel 4-3-3 o come esterno nel 4-4-2; in alcune occasioni viene anche spostato sulla destra dal tecnico Fred Rutten. Il 19 agosto 2009 gioca una delle sue migliori partite in carriera in casa contro i rivali dell'Ajax realizzando due gol su punizione, entrambi da notevole distanza ed un assist. Con gli olandesi firma molti gol importanti e pesanti, che portano, nel 2009, la squadra a vincere il campionato, in cui Dzsudzsak firma ben 14 gol.

#### Anzhi Makhachkala
Il 12 giugno 2011 viene acquistato per 14 milioni di euro dai russi dell'Anzhi Makhachkala dell'ambizioso presidente Suleyman Kerimov, firmando un contratto di quattro anni. Dichiara alla firma: "Sono molto felice di far parte di un progetto ambizioso a Anzhi. È un grande passo avanti nella mia carriera. Aspetto con entusiasmo l'ora di scendere sul campo con i miei nuovi compagni di squadra Roberto Carlos, Samuel Eto'o, Mbark Boussoufa, Diego Tardelli e gli altri. Ho sentito parlare molto della fantastica atmosfera nel calcio qui a Makhachkala". Ha fatto il suo debutto il 6 agosto contro Tom Tomsk in una vittoria per 2-0. Dzsudzsák ha fatto 8 apparizioni prima di subire un infortunio il 27 agosto contro il Rostov, quando si è rotto una clavicola dopo una collisione con un avversario, che lo ha fermato per il resto della stagione.

#### Dinamo Mosca
Il 12 gennaio 2012, Dzsudzsák si trasferisce alla Dinamo Mosca; per lui il club della capitale paga all'Anzi 19 milioni di euro, facendo così diventare Dzsudzsák il calciatore ungherese più costoso di sempre. Debutta il 9 marzo 2012 contro il CSKA Mosca subentrando al 75º minuto.
Il 19 agosto 2012 segna il suo primo gol in campionato contro il Terek Groznyj. Nelle successive stagioni viene più volte nominato migliore in campo, segnando nel derby di Mosca, riuscendo a portare la squadra in Europa in 2 stagioni, consacrandosi a livello europeo e rifiutando varie offerte dal Liverpool e dall'Inter. Chiude il bilancio con il club moscovita con un totale di 101 presenze e 11 reti.

#### Bursaspor
Il 16 agosto 2015 firma per il Bursaspor club della massima serie turca per una cifra non resa nota. Il 12 settembre, segna la sua prima doppietta con il nuovo club contro il Gençlerbirliği SK.

#### Al-Wahda
Il 7 agosto 2016 decide di trasferirsi negli Emirati Arabi con la maglia dell'Al-Wahda firmando un biennale fino al 2018. La squadra non gli rinnova il contratto e rimane svincolato. Durante questo periodo da svincolato il CT dell'Ungheria Marco Rossi decide di non convocarlo per la doppia sfida di Nations League a inizio settembre.

#### Ittihad Kalba
Il 21 settembre 2018 firma un nuovo contratto con l'Ittihad Kalba.

### Nazionale
Esordisce in nazionale il 2 giugno 2007 contro la Grecia, subentrando al 79' al posto di Tamás Priskin. Il 31 maggio 2016 viene convocato per gli Europei 2016 in Francia. Il 22 giugno mette a segno una doppietta nella partita pareggiata 3-3 contro il Portogallo, che permette all'Ungheria di qualificarsi agli ottavi come prima nel girone F. Gioca un ottimo Europeo, arrivando agli ottavi, stadio della competizione in cui la compagine magiara viene eliminata dal Belgio, vincitore 0-4.
Il 20 novembre 2022 torna in nazionale, dopo 3 anni di distanza, per disputare il suo ultimo match con la propria rappresentativa, giocando da titolare la amichevola vinta 2-1 contro la Grecia, che gli consente di superare Gábor Király in testa alla classifica delle presenze. Lascia la nazionale dopo 109 presenze e 21 reti, collezionati in 15 anni.

## Statistiche

### Presenze e reti nei club
Statistiche aggiornate al 24 settembre 2020.
| Stagione             | Squadra              | Campionato           | Campionato | Campionato | Coppe nazionali | Coppe nazionali | Coppe nazionali | Coppe continentali | Coppe continentali | Coppe continentali | Altre coppe | Altre coppe | Altre coppe | Totale | Totale | Totale |
| Stagione             | Squadra              | Comp                 | Pres       | Reti       | Comp            | Pres            | Reti            | Comp               | Pres               | Reti               | Comp        | Pres        | Reti        | Pres   | Reti   |        |
| -------------------- | -------------------- | -------------------- | ---------- | ---------- | --------------- | --------------- | --------------- | ------------------ | ------------------ | ------------------ | ----------- | ----------- | ----------- | ------ | ------ | ------ |
| 2004-2005            | Debrecen             | NBI                  | 2          | 0          | MK              | -               | -               | -                  | -                  | -                  | -           | -           | -           | 2      | 0      |        |
| 2005-2006            | Debrecen             | NBI                  | 10         | 2          | MK              | 3               | 2               | UCL+CU             | 0+1                | 0                  | SU          | 0           | 0           | 14     | 4      |        |
| 2006-2007            | Debrecen             | NBI                  | 23         | 7          | MK              | 3               | 0               | UCL                | 2                  | 0                  | SU          | 2           | 1           | 30     | 8      |        |
| 2007-gen. 2008       | Debrecen             | NBI                  | 13         | 5          | MK+MLK          | 1               | 0               | UCL                | 2                  | 0                  | SU          | 2           | 2           | 18     | 7      |        |
| Totale Debrecen      | Totale Debrecen      | Totale Debrecen      | 48         | 14         |                 | 7               | 2               |                    | 5                  | 0                  |             | 4           | 3           | 64     | 19     |        |
| gen.-giu. 2008       | PSV                  | ED                   | 17         | 3          | CO              | 0               | 0               | CU                 | 5                  | 0                  | -           | -           | -           | 22     | 3      |        |
| 2008-2009            | PSV                  | ED                   | 32         | 11         | CO              | 1               | 0               | UCL                | 5                  | 0                  | SO          | 1           | 0           | 39     | 11     |        |
| 2009-2010            | PSV                  | ED                   | 32         | 14         | CO              | 2               | 1               | UEL                | 12                 | 2                  | -           | -           | -           | 46     | 17     |        |
| 2010-2011            | PSV                  | ED                   | 33         | 16         | CO              | 3               | 1               | UEL                | 13                 | 7                  | -           | -           | -           | 49     | 24     |        |
| Totale PSV Eindhoven | Totale PSV Eindhoven | Totale PSV Eindhoven | 114        | 44         |                 | 6               | 2               |                    | 35                 | 9                  |             | 1           | 0           | 156    | 55     |        |
| 2011-gen. 2012       | Anži                 | PL                   | 8          | 0          | KR              | 0               | 0               | -                  | -                  | -                  | -           | -           | -           | 8      | 0      |        |
| gen.-giu. 2012       | Dinamo Mosca         | PL                   | 9          | 0          | KR              | 3               | 0               | -                  | -                  | -                  | -           | -           | -           | 12     | 0      |        |
| 2012-2013            | Dinamo Mosca         | PL                   | 27         | 5          | KR              | 1               | 0               | UEL                | 4                  | 0                  | -           | -           | -           | 32     | 5      |        |
| 2013-2014            | Dinamo Mosca         | PL                   | 23         | 1          | KR              | 1               | 0               | -                  | -                  | -                  | -           | -           | -           | 24     | 1      |        |
| 2014-2015            | Dinamo Mosca         | PL                   | 29         | 7          | KR              | 1               | 0               | UEL                | 13                 | 0                  | -           | -           | -           | 43     | 7      |        |
| ago. 2015            | Dinamo Mosca         | PL                   | 1          | 0          | KR              | -               | -               | -                  | -                  | -                  | -           | -           | -           | 1      | 0      |        |
| Totale Dinamo Mosca  | Totale Dinamo Mosca  | Totale Dinamo Mosca  | 89         | 13         |                 | 6               | 0               |                    | 17                 | 0                  |             |             |             | 112    | 13     |        |
| ago. 2015-2016       | Bursaspor            | SL                   | 23         | 3          | TK              | 2               | 1               | -                  | -                  | -                  | -           | -           | -           | 25     | 4      |        |
| 2016-2017            | Al-Wahda             | PL                   | 23         | 7          | AGC             | 1               | 0               | ACL                | 7                  | 2                  | -           | -           | -           | 31     | 9      |        |
| 2017-2018            | Al-Wahda             | PL                   | 20         | 6          | AGC             | 7               | 1               | ACL                | 5                  | 0                  | SE          | 1           | 1           | 33     | 8      |        |
| Totale Al-Wahda      | Totale Al-Wahda      | Totale Al-Wahda      | 43         | 13         |                 | 8               | 1               |                    | 12                 | 2                  |             | 1           | 1           | 64     | 17     |        |
| 2018-2019            | Ittihad Kalba        | PL                   | 22         | 6          | AGC             | 1               | 0               |                    | -                  | -                  |             | -           | -           | 23     | 6      |        |
| 2019-feb. 2020       | Ittihad Kalba        | PL                   | 14         | 3          | AGC             | 3               | 1               | -                  | -                  | -                  | -           | -           | -           | 17     | 4      |        |
| Totale Ittihad Kalba | Totale Ittihad Kalba | Totale Ittihad Kalba | 36         | 9          |                 | 4               | 1               |                    | -                  | -                  |             | -           | -           | 40     | 10     |        |
| feb.-giu. 2020       | Al-Ain               | PL                   | 4          | 1          | PC+AGC          | 1+3             | 1+1             | ACL                | -                  | -                  | -           | -           | -           | 8      | 3      |        |
| 2020-2021            | Debrecen             | NBI                  | 26         | 5          | MK              | 2               | 0               | -                  | -                  | -                  | -           | -           | -           | 28     | 5      |        |
| 2021-2022            | Debrecen             | NBI                  | 30         | 8          | MK              | 1               | 0               | -                  | -                  | -                  | -           | -           | -           | 31     | 8      |        |
| Totale Debrecen      | Totale Debrecen      | Totale Debrecen      | 104        | 27         |                 | 10              | 2               |                    | 5                  | 0                  |             | 4           | 3           | 123    | 32     |        |
| Totale carriera      | Totale carriera      | Totale carriera      | 421        | 110        |                 | 36              | 7               |                    | 69                 | 11                 |             | 6           | 4           | 536    | 134    |        |

### Cronologia presenze e reti in nazionale
| Cronologia completa delle presenze e delle reti in nazionale ― Ungheria | Cronologia completa delle presenze e delle reti in nazionale ― Ungheria | Cronologia completa delle presenze e delle reti in nazionale ― Ungheria | Cronologia completa delle presenze e delle reti in nazionale ― Ungheria | Cronologia completa delle presenze e delle reti in nazionale ― Ungheria | Cronologia completa delle presenze e delle reti in nazionale ― Ungheria | Cronologia completa delle presenze e delle reti in nazionale ― Ungheria | Cronologia completa delle presenze e delle reti in nazionale ― Ungheria |
| Data                                                                    | Città                                                                   | In casa                                                                 | Risultato                                                               | Ospiti                                                                  | Competizione                                                            | Reti                                                                    | Note                                                                    |
| ----------------------------------------------------------------------- | ----------------------------------------------------------------------- | ----------------------------------------------------------------------- | ----------------------------------------------------------------------- | ----------------------------------------------------------------------- | ----------------------------------------------------------------------- | ----------------------------------------------------------------------- | ----------------------------------------------------------------------- |
| 6-6-2007                                                                | Oslo                                                                    | Norvegia                                                                | 4 – 0                                                                   | Ungheria                                                                | Qual. Euro 2008                                                         | -                                                                       | 81’                                                                     |
| 22-8-2007                                                               | Budapest                                                                | Ungheria                                                                | 3 – 1                                                                   | Italia                                                                  | Amichevole                                                              | -                                                                       | 83’                                                                     |
| 8-9-2007                                                                | Székesfehérvár                                                          | Ungheria                                                                | 1 – 0                                                                   | Bosnia ed Erzegovina                                                    | Qual. Euro 2008                                                         | -                                                                       | 90+3’                                                                   |
| 12-9-2007                                                               | Istanbul                                                                | Turchia                                                                 | 3 – 0                                                                   | Ungheria                                                                | Qual. Euro 2008                                                         | -                                                                       | 82’                                                                     |
| 13-10-2007                                                              | Budapest                                                                | Ungheria                                                                | 2 – 0                                                                   | Malta                                                                   | Qual. Euro 2008                                                         | -                                                                       | 87’                                                                     |
| 17-10-2007                                                              | Łódź                                                                    | Polonia                                                                 | 0 – 1                                                                   | Ungheria                                                                | Amichevole                                                              | -                                                                       | 46’                                                                     |
| 17-11-2007                                                              | Chișinău                                                                | Moldavia                                                                | 3 – 0                                                                   | Ungheria                                                                | Qual. Euro 2008                                                         | -                                                                       | 71’                                                                     |
| 6-2-2008                                                                | Limassol                                                                | Ungheria                                                                | 1 – 1                                                                   | Slovacchia                                                              | Amichevole                                                              | -                                                                       | 46’ 78’                                                                 |
| 24-5-2008                                                               | Budapest                                                                | Ungheria                                                                | 3 – 2                                                                   | Grecia                                                                  | Amichevole                                                              | 1                                                                       |                                                                         |
| 31-5-2008                                                               | Budapest                                                                | Ungheria                                                                | 1 – 1                                                                   | Croazia                                                                 | Amichevole                                                              | -                                                                       | 64’                                                                     |
| 20-8-2008                                                               | Budapest                                                                | Ungheria                                                                | 3 – 3                                                                   | Montenegro                                                              | Amichevole                                                              | -                                                                       | 80’                                                                     |
| 6-9-2008                                                                | Budapest                                                                | Ungheria                                                                | 0 – 0                                                                   | Danimarca                                                               | Qual. Mondiali 2010                                                     | -                                                                       | 10’ 46’                                                                 |
| 10-9-2008                                                               | Solna                                                                   | Svezia                                                                  | 2 – 1                                                                   | Ungheria                                                                | Qual. Mondiali 2010                                                     | -                                                                       | 80’                                                                     |
| 11-10-2008                                                              | Budapest                                                                | Ungheria                                                                | 2 – 0                                                                   | Albania                                                                 | Qual. Mondiali 2010                                                     | -                                                                       |                                                                         |
| 15-10-2008                                                              | Ta' Qali                                                                | Malta                                                                   | 0 – 1                                                                   | Ungheria                                                                | Qual. Mondiali 2010                                                     | -                                                                       | 70’                                                                     |
| 19-11-2008                                                              | Belfast                                                                 | Irlanda del Nord                                                        | 0 – 2                                                                   | Ungheria                                                                | Amichevole                                                              | -                                                                       | 84’                                                                     |
| 11-2-2009                                                               | Tel Aviv                                                                | Israele                                                                 | 1 – 0                                                                   | Ungheria                                                                | Amichevole                                                              | -                                                                       | 70’                                                                     |
| 1-4-2009                                                                | Budapest                                                                | Ungheria                                                                | 3 – 0                                                                   | Malta                                                                   | Qual. Mondiali 2010                                                     | -                                                                       | 79’                                                                     |
| 12-8-2009                                                               | Budapest                                                                | Ungheria                                                                | 0 – 1                                                                   | Romania                                                                 | Amichevole                                                              | -                                                                       | 46’                                                                     |
| 5-9-2009                                                                | Budapest                                                                | Ungheria                                                                | 1 – 2                                                                   | Svezia                                                                  | Qual. Mondiali 2010                                                     | -                                                                       |                                                                         |
| 9-9-2009                                                                | Budapest                                                                | Ungheria                                                                | 0 – 1                                                                   | Portogallo                                                              | Qual. Mondiali 2010                                                     | -                                                                       |                                                                         |
| 10-10-2009                                                              | Lisbona                                                                 | Portogallo                                                              | 3 – 0                                                                   | Ungheria                                                                | Qual. Mondiali 2010                                                     | -                                                                       | 84’                                                                     |
| 14-10-2009                                                              | Copenaghen                                                              | Danimarca                                                               | 0 – 1                                                                   | Ungheria                                                                | Qual. Mondiali 2010                                                     | -                                                                       | 90’                                                                     |
| 14-11-2009                                                              | Gand                                                                    | Belgio                                                                  | 3 – 0                                                                   | Ungheria                                                                | Amichevole                                                              | -                                                                       | 89’                                                                     |
| 29-5-2010                                                               | Budapest                                                                | Ungheria                                                                | 0 – 3                                                                   | Germania                                                                | Amichevole                                                              | -                                                                       |                                                                         |
| 5-6-2010                                                                | Amsterdam                                                               | Paesi Bassi                                                             | 6 – 1                                                                   | Ungheria                                                                | Amichevole                                                              | 1                                                                       |                                                                         |
| 11-8-2010                                                               | Londra                                                                  | Inghilterra                                                             | 2 – 1                                                                   | Ungheria                                                                | Amichevole                                                              | -                                                                       | 46’                                                                     |
| 3-9-2010                                                                | Solna                                                                   | Svezia                                                                  | 2 – 0                                                                   | Ungheria                                                                | Qual. Euro 2012                                                         | -                                                                       | 46’                                                                     |
| 7-9-2010                                                                | Budapest                                                                | Ungheria                                                                | 2 – 1                                                                   | Moldavia                                                                | Qual. Euro 2012                                                         | -                                                                       |                                                                         |
| 8-10-2010                                                               | Budapest                                                                | Ungheria                                                                | 8 – 0                                                                   | San Marino                                                              | Qual. Euro 2012                                                         | 1                                                                       |                                                                         |
| 12-10-2010                                                              | Helsinki                                                                | Finlandia                                                               | 1 – 2                                                                   | Ungheria                                                                | Qual. Euro 2012                                                         | 1                                                                       |                                                                         |
| 17-11-2010                                                              | Székesfehérvár                                                          | Ungheria                                                                | 2 – 0                                                                   | Lituania                                                                | Amichevole                                                              | 1                                                                       |                                                                         |
| 9-2-2011                                                                | Dubai                                                                   | Ungheria                                                                | 2 – 0                                                                   | Azerbaigian                                                             | Amichevole                                                              | -                                                                       |                                                                         |
| 25-3-2011                                                               | Budapest                                                                | Ungheria                                                                | 0 – 4                                                                   | Paesi Bassi                                                             | Qual. Euro 2012                                                         | -                                                                       |                                                                         |
| 29-3-2011                                                               | Amsterdam                                                               | Paesi Bassi                                                             | 5 – 3                                                                   | Ungheria                                                                | Qual. Euro 2012                                                         | -                                                                       |                                                                         |
| 3-6-2011                                                                | Lussemburgo                                                             | Lussemburgo                                                             | 0 – 1                                                                   | Ungheria                                                                | Amichevole                                                              | -                                                                       |                                                                         |
| 7-6-2011                                                                | Serravalle                                                              | San Marino                                                              | 0 – 3                                                                   | Ungheria                                                                | Qual. Euro 2012                                                         | -                                                                       |                                                                         |
| 10-8-2011                                                               | Budapest                                                                | Ungheria                                                                | 4 – 0                                                                   | Islanda                                                                 | Amichevole                                                              | 1                                                                       | 86’                                                                     |
| 11-10-2011                                                              | Budapest                                                                | Ungheria                                                                | 0 – 0                                                                   | Finlandia                                                               | Qual. Euro 2012                                                         | -                                                                       | 60’                                                                     |
| 11-11-2011                                                              | Budapest                                                                | Ungheria                                                                | 5 – 0                                                                   | Liechtenstein                                                           | Amichevole                                                              | 1                                                                       |                                                                         |
| 15-11-2011                                                              | Poznań                                                                  | Polonia                                                                 | 2 – 1                                                                   | Ungheria                                                                | Amichevole                                                              | -                                                                       |                                                                         |
| 29-2-2012                                                               | Győr                                                                    | Ungheria                                                                | 1 – 1                                                                   | Bulgaria                                                                | Amichevole                                                              | -                                                                       | 81’                                                                     |
| 1-6-2012                                                                | Praga                                                                   | Rep. Ceca                                                               | 1 – 2                                                                   | Ungheria                                                                | Amichevole                                                              | 1                                                                       | 90’                                                                     |
| 4-6-2012                                                                | Budapest                                                                | Ungheria                                                                | 0 – 0                                                                   | Irlanda                                                                 | Amichevole                                                              | -                                                                       | Cap.                                                                    |
| 15-8-2012                                                               | Budapest                                                                | Ungheria                                                                | 1 – 1                                                                   | Israele                                                                 | Amichevole                                                              | 1                                                                       |                                                                         |
| 7-9-2012                                                                | Andorra la Vella                                                        | Andorra                                                                 | 0 – 5                                                                   | Ungheria                                                                | Qual. Mondiali 2014                                                     | -                                                                       |                                                                         |
| 11-9-2012                                                               | Budapest                                                                | Ungheria                                                                | 1 – 4                                                                   | Paesi Bassi                                                             | Qual. Mondiali 2014                                                     | 1                                                                       | 37’                                                                     |
| 12-10-2012                                                              | Tallinn                                                                 | Estonia                                                                 | 0 – 1                                                                   | Ungheria                                                                | Qual. Mondiali 2014                                                     | -                                                                       | 33’                                                                     |
| 14-11-2012                                                              | Budapest                                                                | Ungheria                                                                | 0 – 2                                                                   | Norvegia                                                                | Amichevole                                                              | -                                                                       | 60’                                                                     |
| 6-2-2013                                                                | Belek                                                                   | Ungheria                                                                | 1 – 1                                                                   | Bielorussia                                                             | Amichevole                                                              | -                                                                       | Cap.                                                                    |
| 22-3-2013                                                               | Budapest                                                                | Ungheria                                                                | 2 – 2                                                                   | Romania                                                                 | Qual. Mondiali 2014                                                     | 1                                                                       | 90’                                                                     |
| 26-3-2013                                                               | Istanbul                                                                | Turchia                                                                 | 1 – 1                                                                   | Ungheria                                                                | Qual. Mondiali 2014                                                     | -                                                                       |                                                                         |
| 6-6-2013                                                                | Győr                                                                    | Ungheria                                                                | 1 – 0                                                                   | Kuwait                                                                  | Amichevole                                                              | -                                                                       | Cap.                                                                    |
| 14-8-2013                                                               | Budapest                                                                | Ungheria                                                                | 1 – 1                                                                   | Rep. Ceca                                                               | Amichevole                                                              | 1                                                                       |                                                                         |
| 6-9-2013                                                                | Bucarest                                                                | Romania                                                                 | 3 – 0                                                                   | Ungheria                                                                | Qual. Mondiali 2014                                                     | -                                                                       | Cap.                                                                    |
| 10-9-2013                                                               | Budapest                                                                | Ungheria                                                                | 5 – 1                                                                   | Estonia                                                                 | Qual. Mondiali 2014                                                     | 1                                                                       |                                                                         |
| 11-10-2013                                                              | Amsterdam                                                               | Paesi Bassi                                                             | 8 – 1                                                                   | Ungheria                                                                | Qual. Mondiali 2014                                                     | 1                                                                       |                                                                         |
| 15-10-2013                                                              | Budapest                                                                | Ungheria                                                                | 2 – 0                                                                   | Andorra                                                                 | Qual. Mondiali 2014                                                     | -                                                                       |                                                                         |
| 5-3-2014                                                                | Győr                                                                    | Ungheria                                                                | 1 – 2                                                                   | Finlandia                                                               | Amichevole                                                              | -                                                                       | Cap.                                                                    |
| 22-5-2014                                                               | Debrecen                                                                | Ungheria                                                                | 2 – 2                                                                   | Danimarca                                                               | Amichevole                                                              | 1                                                                       | Cap.                                                                    |
| 4-6-2014                                                                | Budapest                                                                | Ungheria                                                                | 1 – 0                                                                   | Albania                                                                 | Amichevole                                                              | -                                                                       | Cap. 73’                                                                |
| 7-9-2014                                                                | Budapest                                                                | Ungheria                                                                | 1 – 2                                                                   | Irlanda del Nord                                                        | Qual. Euro 2016                                                         | -                                                                       | Cap.                                                                    |
| 11-10-2014                                                              | Bucarest                                                                | Romania                                                                 | 1 – 1                                                                   | Ungheria                                                                | Qual. Euro 2016                                                         | 1                                                                       | Cap.                                                                    |
| 14-10-2014                                                              | Tórshavn                                                                | Fær Øer                                                                 | 0 – 1                                                                   | Ungheria                                                                | Qual. Euro 2016                                                         | -                                                                       | Cap.                                                                    |
| 14-11-2014                                                              | Budapest                                                                | Ungheria                                                                | 1 – 0                                                                   | Finlandia                                                               | Qual. Euro 2016                                                         | -                                                                       | Cap. 76’                                                                |
| 18-11-2014                                                              | Budapest                                                                | Ungheria                                                                | 1 – 2                                                                   | Russia                                                                  | Amichevole                                                              | -                                                                       | Cap. 62’ 65’                                                            |
| 29-3-2015                                                               | Budapest                                                                | Ungheria                                                                | 0 – 0                                                                   | Grecia                                                                  | Qual. Euro 2016                                                         | -                                                                       | Cap.                                                                    |
| 5-6-2015                                                                | Debrecen                                                                | Ungheria                                                                | 4 – 0                                                                   | Lituania                                                                | Amichevole                                                              | 1                                                                       | Cap.                                                                    |
| 13-6-2015                                                               | Helsinki                                                                | Finlandia                                                               | 0 – 1                                                                   | Ungheria                                                                | Qual. Euro 2016                                                         | -                                                                       | Cap. 81’ 87’                                                            |
| 4-9-2015                                                                | Budapest                                                                | Ungheria                                                                | 0 – 0                                                                   | Romania                                                                 | Qual. Euro 2016                                                         | -                                                                       | Cap.                                                                    |
| 7-9-2015                                                                | Belfast                                                                 | Irlanda del Nord                                                        | 1 – 1                                                                   | Ungheria                                                                | Qual. Euro 2016                                                         | -                                                                       | Cap.                                                                    |
| 8-10-2015                                                               | Budapest                                                                | Ungheria                                                                | 2 – 1                                                                   | Fær Øer                                                                 | Qual. Euro 2016                                                         | -                                                                       | Cap.                                                                    |
| 11-10-2015                                                              | Il Pireo                                                                | Grecia                                                                  | 4 – 3                                                                   | Ungheria                                                                | Qual. Euro 2016                                                         | -                                                                       | Cap. 71’                                                                |
| 12-11-2015                                                              | Oslo                                                                    | Norvegia                                                                | 0 – 1                                                                   | Ungheria                                                                | Qual. Euro 2016                                                         | -                                                                       | Cap. 76’                                                                |
| 15-11-2015                                                              | Budapest                                                                | Ungheria                                                                | 2 – 1                                                                   | Norvegia                                                                | Qual. Euro 2016                                                         | -                                                                       | Cap.                                                                    |
| 26-3-2016                                                               | Budapest                                                                | Ungheria                                                                | 1 – 1                                                                   | Croazia                                                                 | Amichevole                                                              | 1                                                                       | Cap. 81’                                                                |
| 20-5-2016                                                               | Budapest                                                                | Ungheria                                                                | 0 – 0                                                                   | Costa d'Avorio                                                          | Amichevole                                                              | -                                                                       | Cap. 89’                                                                |
| 4-6-2016                                                                | Gelsenkirchen                                                           | Germania                                                                | 2 – 0                                                                   | Ungheria                                                                | Amichevole                                                              | -                                                                       | Cap.                                                                    |
| 14-6-2016                                                               | Bordeaux                                                                | Austria                                                                 | 0 – 2                                                                   | Ungheria                                                                | Euro 2016 - 1º turno                                                    | -                                                                       | Cap.                                                                    |
| 18-6-2016                                                               | Marsiglia                                                               | Islanda                                                                 | 1 – 1                                                                   | Ungheria                                                                | Euro 2016 - 1º turno                                                    | -                                                                       | Cap.                                                                    |
| 22-6-2016                                                               | Lione                                                                   | Ungheria                                                                | 3 – 3                                                                   | Portogallo                                                              | Euro 2016 - 1º turno                                                    | 2                                                                       | Cap. 56’                                                                |
| 26-6-2016                                                               | Tolosa                                                                  | Ungheria                                                                | 0 – 4                                                                   | Belgio                                                                  | Euro 2016 - Ottavi di finale                                            | -                                                                       | Cap.                                                                    |
| 6-9-2016                                                                | Tórshavn                                                                | Fær Øer                                                                 | 0 – 0                                                                   | Ungheria                                                                | Qual. Mondiali 2018                                                     | -                                                                       | Cap.                                                                    |
| 7-10-2016                                                               | Budapest                                                                | Ungheria                                                                | 2 – 3                                                                   | Svizzera                                                                | Qual. Mondiali 2018                                                     | -                                                                       | Cap.                                                                    |
| 10-10-2016                                                              | Riga                                                                    | Lettonia                                                                | 0 – 2                                                                   | Ungheria                                                                | Qual. Mondiali 2018                                                     | -                                                                       | Cap.                                                                    |
| 13-11-2016                                                              | Budapest                                                                | Ungheria                                                                | 4 – 0                                                                   | Andorra                                                                 | Qual. Mondiali 2018                                                     | -                                                                       | Cap.                                                                    |
| 25-3-2017                                                               | Lisbona                                                                 | Portogallo                                                              | 3 – 0                                                                   | Ungheria                                                                | Qual. Mondiali 2018                                                     | -                                                                       | Cap. 61’                                                                |
| 5-6-2017                                                                | Budapest                                                                | Ungheria                                                                | 0 – 3                                                                   | Russia                                                                  | Amichevole                                                              | -                                                                       | Cap. 70’                                                                |
| 9-6-2017                                                                | Andorra La Vella                                                        | Andorra                                                                 | 1 – 0                                                                   | Ungheria                                                                | Qual. Mondiali 2018                                                     | -                                                                       | Cap.                                                                    |
| 31-8-2017                                                               | Budapest                                                                | Ungheria                                                                | 3 – 1                                                                   | Lettonia                                                                | Qual. Mondiali 2018                                                     | 1                                                                       | Cap.                                                                    |
| 3-9-2017                                                                | Budapest                                                                | Ungheria                                                                | 0 – 1                                                                   | Portogallo                                                              | Qual. Mondiali 2018                                                     | -                                                                       | Cap. 82’                                                                |
| 10-10-2017                                                              | Budapest                                                                | Ungheria                                                                | 1 – 0                                                                   | Fær Øer                                                                 | Qual. Mondiali 2018                                                     | -                                                                       | Cap.                                                                    |
| 9-11-2017                                                               | Lussemburgo                                                             | Lussemburgo                                                             | 2 – 1                                                                   | Ungheria                                                                | Amichevole                                                              | -                                                                       | Cap. 83’                                                                |
| 23-3-2018                                                               | Budapest                                                                | Ungheria                                                                | 2 – 3                                                                   | Kazakistan                                                              | Amichevole                                                              | -                                                                       | Cap.                                                                    |
| 27-3-2018                                                               | Budapest                                                                | Ungheria                                                                | 0 – 1                                                                   | Scozia                                                                  | Amichevole                                                              | -                                                                       | Cap. 59’                                                                |
| 6-6-2018                                                                | Brėst                                                                   | Bielorussia                                                             | 1 – 1                                                                   | Ungheria                                                                | Amichevole                                                              | -                                                                       | Cap. 65’                                                                |
| 15-11-2018                                                              | Budapest                                                                | Ungheria                                                                | 2 – 0                                                                   | Estonia                                                                 | UEFA Nations League 2018-2019 - 1º turno                                | -                                                                       | 65’                                                                     |
| 18-11-2018                                                              | Budapest                                                                | Ungheria                                                                | 2 – 0                                                                   | Finlandia                                                               | UEFA Nations League 2018-2019 - 1º turno                                | -                                                                       | Cap.                                                                    |
| 21-3-2019                                                               | Trnava                                                                  | Slovacchia                                                              | 2 – 0                                                                   | Ungheria                                                                | Qual. Euro 2020                                                         | -                                                                       | 61’                                                                     |
| 24-3-2019                                                               | Budapest                                                                | Ungheria                                                                | 2 – 1                                                                   | Croazia                                                                 | Qual. Euro 2020                                                         | -                                                                       | Cap. 63’ 85’                                                            |
| 8-6-2019                                                                | Baku                                                                    | Azerbaigian                                                             | 1 – 3                                                                   | Ungheria                                                                | Qual. Euro 2020                                                         | -                                                                       | Cap. 86’                                                                |
| 11-6-2019                                                               | Budapest                                                                | Ungheria                                                                | 1 – 0                                                                   | Galles                                                                  | Qual. Euro 2020                                                         | -                                                                       | Cap. 70’                                                                |
| 5-9-2019                                                                | Podgorica                                                               | Montenegro                                                              | 2 – 1                                                                   | Ungheria                                                                | Amichevole                                                              | -                                                                       | 69’                                                                     |
| 9-9-2019                                                                | Budapest                                                                | Ungheria                                                                | 1 – 2                                                                   | Slovacchia                                                              | Qual. Euro 2020                                                         | -                                                                       | Cap. 19’                                                                |
| 10-10-2019                                                              | Spalato                                                                 | Croazia                                                                 | 3 – 0                                                                   | Ungheria                                                                | Qual. Euro 2020                                                         | -                                                                       | Cap. 60’                                                                |
| 13-10-2019                                                              | Budapest                                                                | Ungheria                                                                | 1 – 0                                                                   | Azerbaigian                                                             | Qual. Euro 2020                                                         | -                                                                       | Cap. 71’                                                                |
| 15-11-2019                                                              | Budapest                                                                | Ungheria                                                                | 1 – 2                                                                   | Uruguay                                                                 | Amichevole                                                              | -                                                                       | Cap. 54’                                                                |
| 19-11-2019                                                              | Cardiff                                                                 | Galles                                                                  | 2 – 0                                                                   | Ungheria                                                                | Qual. Euro 2020                                                         | -                                                                       | Cap. 72’                                                                |
| 20-11-2022                                                              | Budapest                                                                | Ungheria                                                                | 2 – 1                                                                   | Grecia                                                                  | Amichevole                                                              | -                                                                       | Cap. 90+2’                                                              |
| Totale                                                                  |                                                                         | Presenze (1º posto)                                                     | 109                                                                     |                                                                         | Reti                                                                    | 21                                                                      |                                                                         |

## Palmarès

### Club
- Campionato ungherese: 3

Debrecen: 2004-2005, 2005-2006, 2006-2007
- Campionato olandese: 1

PSV Eindhoven: 2007-2008
- Supercoppa dei Paesi Bassi: 1

PSV Eindhoven: 2008
- Coppa del Presidente degli Emirati Arabi Uniti: 1

Al-Wahda: 2016-2017
- UAE Super Cup: 1

Al-Wahda: 2017

### Individuale
- Calciatore ungherese dell'anno: 2

2010, 2014
- Miglior calciatore della Federazione calcistica dell'Ungheria: 1

2010
- Megyei Príma: 1

2015